# خط التاج
خط التاج أو الخط التاجي هو خط عربي حديث، ابتدعه الخطاط المصري محمد محفوظ عام 1349 هـ في عهد الملك فؤاد الأول باقتراح منه، وسماه الخط التاجي نسبة إلى صاحب التاج. فكرة الخط تكمن في جعل الحرف الأول من كل سطر تاجاً. وقد زال الخط بمجرد زوال الملكية.

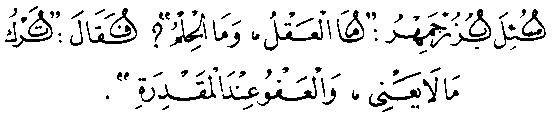
الخط التاجي.

## وصلات خارجية
- نموذج من خط التاج (وصل لهذا المسار في 8 يونيو 2008).